# 爱迪生陨石坑
爱迪生陨石坑(Edison)是月球背面的一座撞击坑，形成于前酒海纪时期，以美国发明家托马斯·爱迪生(1847年-1931年)之名命名，1961年被国际天文联合会批准接受。

## 描述

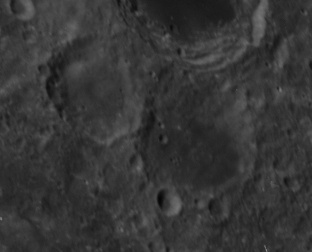
阿波罗14号哈苏相机拍摄的斜视图
中右为爱迪生陨石坑、中左是卫星坑"爱迪生 T"。

爱迪生陨石坑西北与罗蒙诺索夫环形山东南外壁及约里奥环壁平原东部相连、西侧附靠着卫星坑"爱迪生 T"、杰武尔斯基环形山坐落在它的南面、而东面则与阿尔塔莫诺夫陨石坑毗邻。陨坑中心月面坐标为24°53′N 99°16′E / 24.88°N 99.27°E，直径62公里，深度2727米。
该陨坑的边缘已部分磨损，南侧坐落着二座小撞击坑；西侧，罗蒙诺索夫环形山的外壁略微挤入它的内部；而东侧边缘则最为完整。陨坑内部地表，尤其是南半部相对平坦，西侧内壁坡附近分布有一些小的陨坑。地面显示有暗斑和高反照率的条纹-来自西北偏北方焦尔达诺·布鲁诺陨石坑溅射的射纹物质，然而，它的色调与罗蒙诺索夫环形山深暗的底表并不相同。
爱迪生陨石坑位于月球正面东北偏北边沿的后面，该区域在地球上可通过月球天平动看到，但其细节无法看清，只有通过轨道航天器才能对它进行更好的观察。

## 卫星陨石坑
按照惯例，最靠近爱迪生陨石坑的卫星坑在月图上以字母标注在该坑中心点的旁边。
| 爱迪生 | 纬度    | 经度    | 直径    |
| ------ | ------- | ------- | ------- |
| T      | 24.7° N | 97.1° E | 48 公里 |

## 另请参阅
- Andersson, L. E.; Whitaker, E. A. . NASA RP-1097. 1982.
- Blue, Jennifer. . USGS. July 25, 2007  [2007-08-05]. （原始内容存档于2018-12-25）.
- Bussey, B.; Spudis, P. . New York: Cambridge University Press. 2004. ISBN 978-0-521-81528-4.
- Cocks, Elijah E.; Cocks, Josiah C. . Tudor Publishers. 1995. ISBN 978-0-936389-27-1.
- McDowell, Jonathan. . Jonathan's Space Report. July 15, 2007  [2007-10-24]. （原始内容存档于2018-12-25）.
- Menzel, D. H.; Minnaert, M.; Levin, B.; Dollfus, A.; Bell, B. . Space Science Reviews. 1971, 12 (2): 136–186. Bibcode:1971SSRv...12..136M. doi:10.1007/BF00171763.
- Moore, Patrick. . Sterling Publishing Co. 2001. ISBN 978-0-304-35469-6.
- Price, Fred W. . Cambridge University Press. 1988. ISBN 978-0-521-33500-3.
- Rükl, Antonín. . Kalmbach Books. 1990. ISBN 978-0-913135-17-4.
- Webb, Rev. T. W.  6th revised. Dover. 1962. ISBN 978-0-486-20917-3.
- Whitaker, Ewen A. . Cambridge University Press. 1999. ISBN 978-0-521-62248-6.
- Wlasuk, Peter T. . Springer. 2000. ISBN 978-1-85233-193-1.